# Lago Okeechobee
El lago Okeechobee (en inglés: Lake Okeechobee; AFI: [okiˈtʃobi]), conocido localmente como The Lake (El Lago) o The Big O (La Gran O), es el mayor lago de agua dulce del estado de Florida, el séptimo de los Estados Unidos y el segundo mayor de los lagos de agua dulce que están íntegramente en los 48 estados contiguos. El Okeechobee cubre 1890 km², aproximadamente la mitad del tamaño del estado de Rhode Island, y es un lago excepcionalmente poco profundo para su tamaño, con una profundidad media de tan solo 3 m. El lago está dividido entre los condados de Glades, Okeechobee, Martín, Palm Beach y Hendry. Los mapas de Florida muestran que los límites de los cinco condados se reúnen en un punto cercano al centro del lago.

## Historia
El lago Okeechobee se cree que se formó aflorando del océano hace unos 6000 años atrás, cuando retrocedieron las aguas. En su capacidad, el lago tiene un billón de galones de agua y es la cabecera de los Everglades.

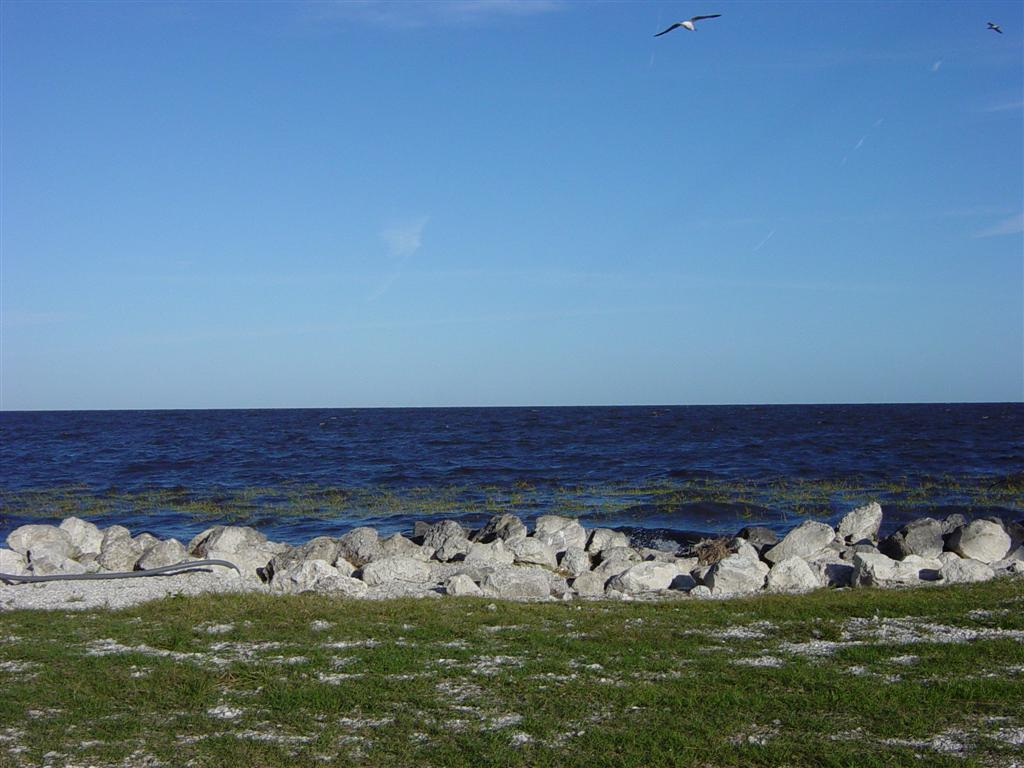
Vista del lago Okeechobee desde Pahokee.

## Etimología
El nombre Okeechobee (en español Oquichubi) proviene de las palabras oki (agua) y chubi (grande) procedentes de la lengua hitchiti. El nombre más antiguo por cual es conocido fue el de Mayaimi (también significa "agua grande") reportado por Hernando de Escalante Fontaneda en el siglo XVI, tal nombre fue dado a una antigua tribu conocida como Mayaimi, también este nombre dio origen al nombre de la ciudad de Miami, Florida, a través del río Miami. Un poco más tarde aunque en el mismo siglo XVI René Goulaine de Laudonnière informó haber oído hablar de un gran lago de agua dulce el sur de la Florida al cual denominó Serrope. En el siglo XVIII el lago era conocido por los cartógrafos y cronistas ingleses por el nombre español de Laguna del Espíritu Santo. En el siglo XIX era conocido por los españoles como lago Mayaco, o Mayacco  o Lago Mayaca tras que a sus orillas se asentaran personas procedentes de la cuenca alta sel río San Juan (Florida) de la tribu Mayaca. El lago también fue llamado por distorsión lago Macaco en el siglo XIX.

## Características geográficas
El suelo del lago es una cuenca de caliza y el lago varía en profundidad de 0,3 a 4 m. Sus aguas son un poco oscuras, enriquecidas por la escorrentía con nutrientes de las tierras de cultivo circundantes. La superficie está por encima de nivel del mar. El lago está rodeado por un dique de 6 m de alto construido por el Cuerpo de Ingenieros del Ejército de los Estados Unidos después de que el huracán de 1928 rompiera el antiguo dique, inundando las comunidades circundantes y cobrando miles de vidas. Tiene varios afluentes, como el arroyo Taylor y el río Kissimmee (216 km), y varios emisarios pequeños, como el río Miami (8,9 km), el río Nuevo, al este, y el río Caloosahatchee (121 km) (a través del canal Caloosahatchee y el lago Hicpochee), en el suroeste.
En 1926, el Gran Huracán de Miami golpeó la zona del lago Okeechobee, matando a aproximadamente 300 personas. Dos años después, en 1928, el huracán Okeechobee cruzó el lago, matando a miles. La Cruz Roja informó de 1.836 muertes que el Servicio Meteorológico Nacional aceptó inicialmente, pero que en 2003 fue revisada hasta «al menos 2.500». En ambos casos, la catástrofe fue provocada por las inundaciones que causaron las marejadas ciclónicas cuando los fuertes vientos llevaron el agua por encima del antiguo dique de arcilla, de 2 m de altura, que rodeaba el lago en esa época.

## Huracanes
Después de los dos huracanes, la Legislatura del Estado de Florida creó el "Distrito de Control de Inundaciones de Okeechobee" ("Okeechobee Flood Control District").La organización fue autorizada a cooperar con el Cuerpo de Ingenieros de la Armada en acciones para prevenir desastres similares. El presidente estadounidense Herbert Hoover  visitó la zona personalmente y después el Cuerpo diseñó un nuevo plan incorporando la construcción de canales, compuertas y diques. La hidrovía Okeechobee (Okeechobee Waterway) hace posible la navegación cruzando el estado de costa a costa a lo largo del río Saint Lucie y el Caloosahatchee. Fue inaugurada oficialmente el 23 de marzo de 1937 por una procesión de barcos que dejó Fort Myers el 22 de marzo y llegó a Stuart al día siguiente. El dique fue entonces llamado "Dique Herbert Hoover", en honor del presidente.
El huracán de Fort Lauderdale de 1947 provocó una tormenta aún mayor que superó la cresta del dique nuevo, haciendo que se ampliará de nuevo en la década de 1960.
Tres huracanes recientes, el huracán Frances, el huracán Jeanne y el huracán Wilma, no tuvieron ningún efecto negativo importante en las comunidades alrededor del lago Okeechobee, a pesar de que el lago subió 18 centímetros después del huracán Wilma en 2005. La tormenta tropical Ernesto aumentó el nivel de agua un pie en el año 2006, la última vez que superó los 13 pies. Sin embargo, el nivel del lago comenzó a bajar poco después y en julio de 2007, había descendido más de 4 pies a su punto más bajo de 8,82 pies. En agosto de 2008, la tormenta tropical Fay aumentó el nivel a 12,22 pies sobre el nivel del mar, la primera vez que superó los 12 pies desde enero de 2007. Durante un período de siete días (incluyendo algunas tormentas que precedieron a Fay), cayeron directamente sobre el lago cerca de 8 pulgadas de lluvia.

## National Scenic Trail
El dique de 30 m de ancho que rodea todo el lago Okeechobee es parte del Camino de la Florida (Florida Trail), un largo camino de 1.400 millas que es un National Scenic Trail. Hay un camino pavimentado en buen estado a lo largo de la mayor parte del perímetro. Es utilizado por excursionistas y ciclistas, y es lo suficientemente amplio como para dar cabida a vehículos autorizados.

## Pesca
Los peces más comunes en este lago son la lubina negra, Pomoxis y Lepomis macrochirus. Esox americanus' 'han sido capturados con menos frecuencia.

## Canal de borde
Durante la construcción del dique, se excavó la tierra a lo largo del perímetro interior, dando lugar a un profundo canal que corre a lo largo del perímetro del lago. En la mayoría de los lugares el canal es parte del lago, pero en otros se separa del lago abierto por islas bajas verdes como la isla Kreamer. Durante la sequía de 2007-08 se mantuvo este canal navegable, mientras que la mayor parte de las zonas circundantes eran demasiado superficiales, o incluso superaron la línea de agua. Incluso cuando las aguas están más altas, la navegación por el lago abierto puede ser difícil, mientras que por el canal de borde es fácil, por lo que para llegar a un lugar dado en el lago, a menudo, es más fácil navegar por el canal perimetral para acercarse a continuación por uno de los muchos canales del lago.

## Preocupaciones ambientales
En 2007, durante una sequía, los gestores del agua y la vida silvestre removieron miles de camiones cargados de lodo tóxico desde el fondo del lago, en un esfuerzo por restaurar la base natural arenosa y crear agua más clara y el mejor hábitat para la fauna. El barro contenía elevados niveles de arsénico y otros pesticidas. De acuerdo a las pruebas de la South Florida Water Management District, los niveles de arsénico en la parte norte del lecho del lago eran hasta cuatro veces el límite en suelos residenciales. Pruebas independientes encontraron que el fango demasiado contaminado para su uso en tierras agrícolas o comerciales, y por tanto difícil disponer de esas tierras.
A principios de 2008, el lago se mantuvo muy por debajo de los niveles normales, con una gran parte del lecho del lago expuesta por encima de la línea de agua. Durante ese tiempo, las porciones del lecho del lago, cubierto de materia orgánica, se secaron e incendiaron. A finales de agosto de 2008, la tormenta tropical Fay inundó Florida, con cantidades de lluvia récord. El lago Okeechobee aumento casi 4 m el nivel del agua, incluidos los locales de la escorrentía de los afluentes. Este rápido aumento, mezclado con los depósitos contaminados arrastrados por escorrentía de las tierras agrícolas locales, causó la muerte de miles de peces.

## Trivia
El lago Okeechobee y los Everglades aparecen como telón de fondo de la película de 1951, Tambores lejanos, protagonizada por Gary Cooper.
Los diques están adaptados para ser recorridos en bicicleta al igual que las carreteras y ciudades circundantes. Algunas de las comunidades situadas a orillas de esta reserva acuífera son Pahokee, Belle Glade, Chosen,  South Bay, el pueblo fantasma de Bean City, Lake Harbour, Clewiston, Moore Haven, Lakeport, Buckhead Ridge, Okeechobee, Treasure Island, Taylor Creek, Up the Grove Beach, Port Mayaca o Canal Point.